# Aywaille
Aywaille es una comuna de la región de Valonia, en la provincia de Lieja, Bélgica. A 1 de enero de 2019 tenía una población estimada de 12 436 habitantes.

## Geografía
Se encuentra ubicada al sureste del país, cerca de los ríos Amblève y Ourthe —afluentes del río Mosa— y del macizo de las Ardenas.

### Secciones del municipio
El municipio comprende los antiguos municipios, que se fusionaron en 1977:
| - Aywaille - Ernonheid - Harzé - Sougné-Remouchamps |

### Pueblos y aldeas del municipio
Awan, Chambralles, Chant d'Oiseaux, Deigné, Dieupart, Emblève, Fayhai, Faweux, Féronheid, Fy, Hassoumont, Havelange, Hénumont, Houssonloge, Kin, La Levée, Martinrive, Niaster, Nonceveux, Paradis, Pavillonchamps, Pirombœuf, Playe, Pouhon, Priestet, Quarreux, Raborive, Rouge-Thier, Sécheval , Sedoz, Septroux, Stoqueu, Sur-la-Heid, Ville-au-Bois y Warmonfosse.

### Galería

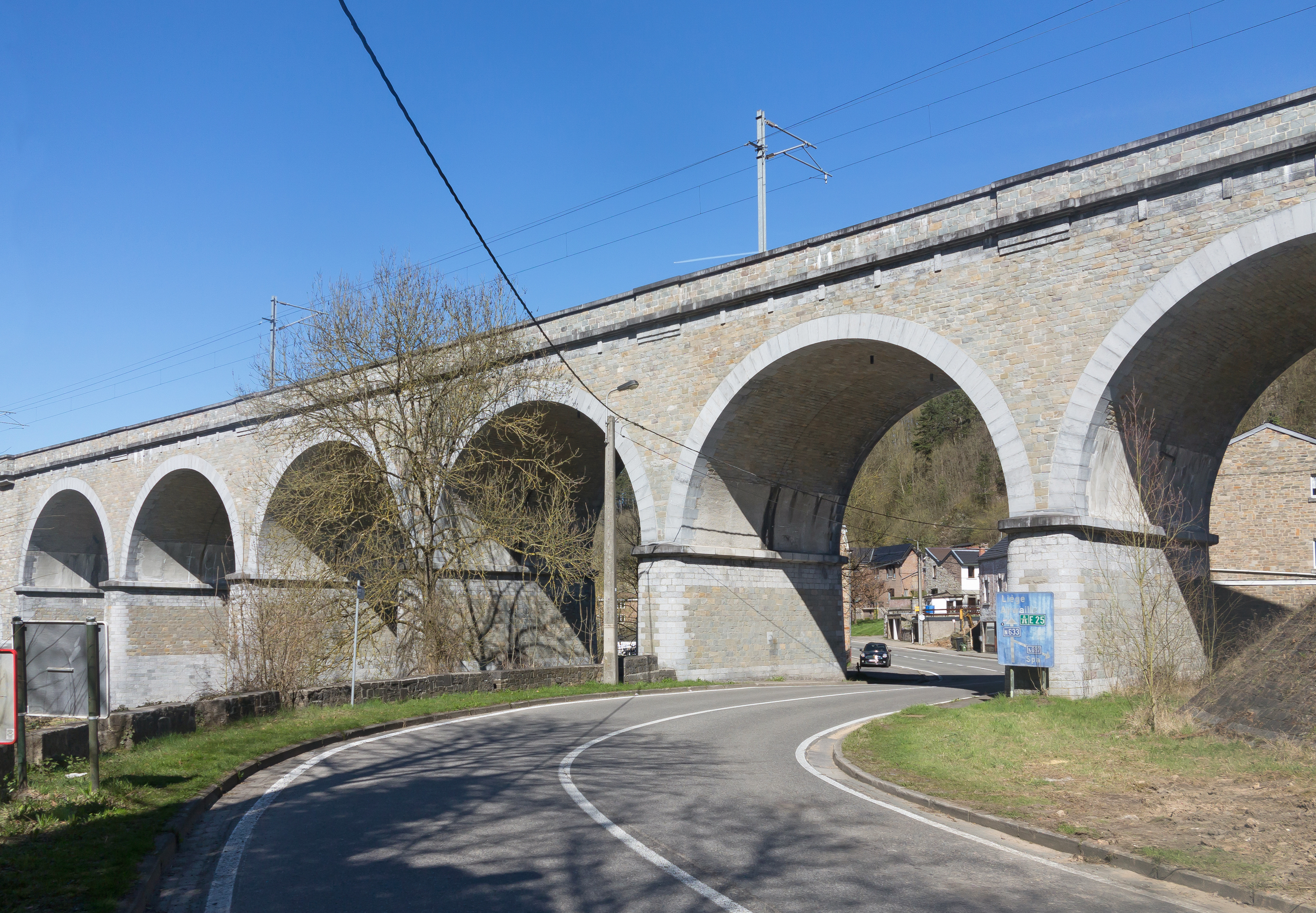
Sougne-Remouchamps,  el puente del ferrocarril en la Rue de Trois Ponts
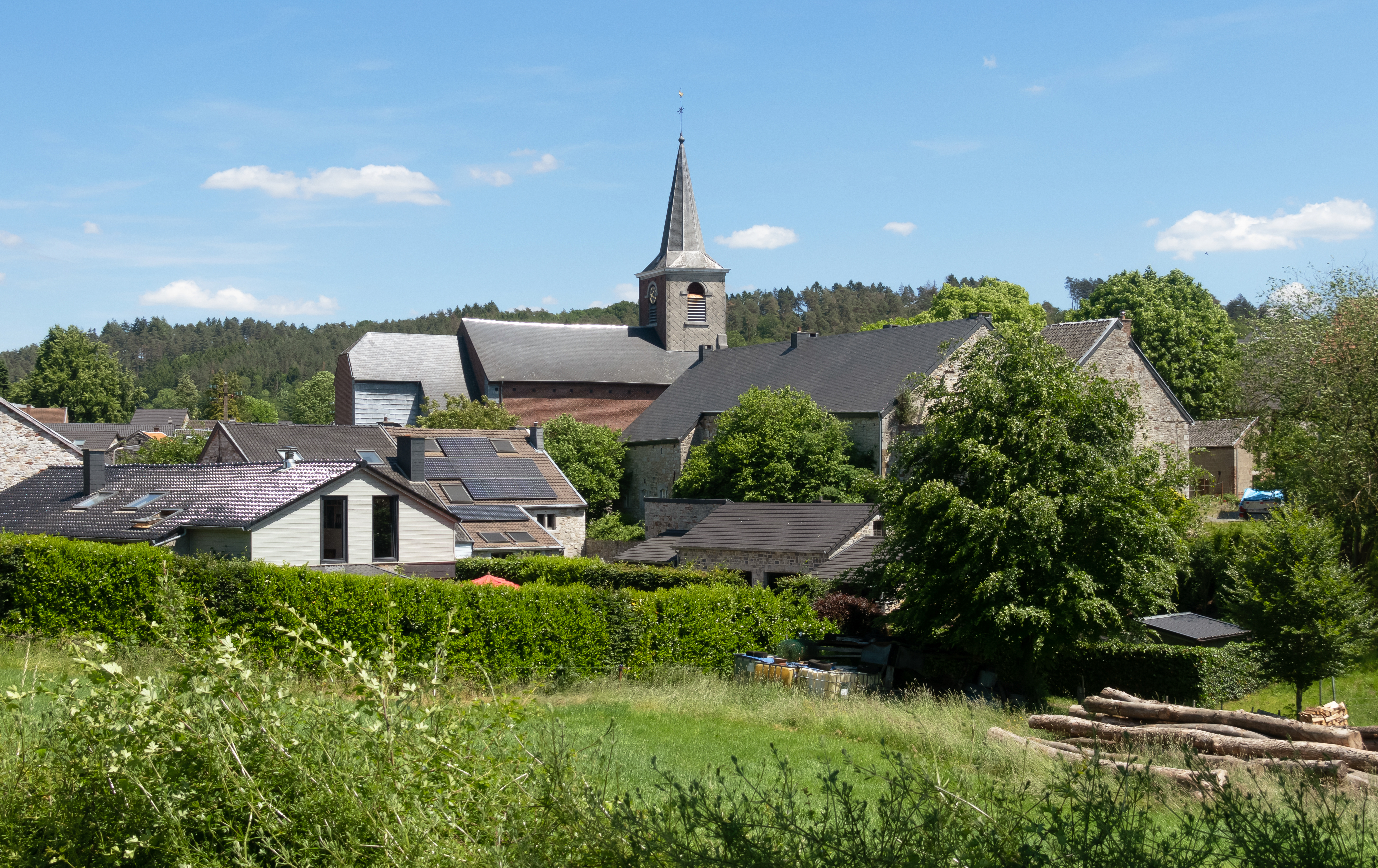
Deigné, la iglesia: l'église Saint-Joseph en la aldea
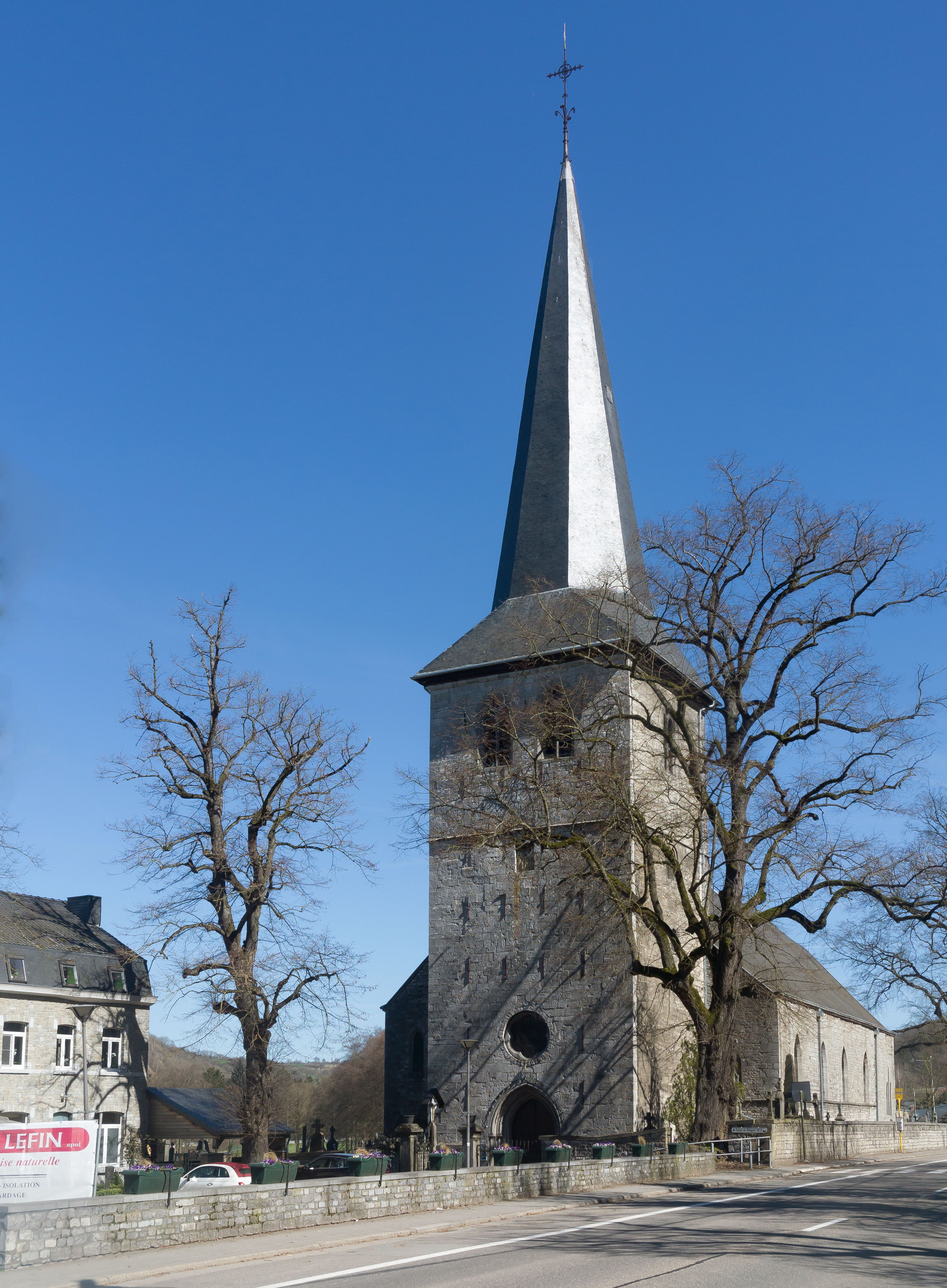
Dieupart, la iglesia: l'église des Saints-Ange
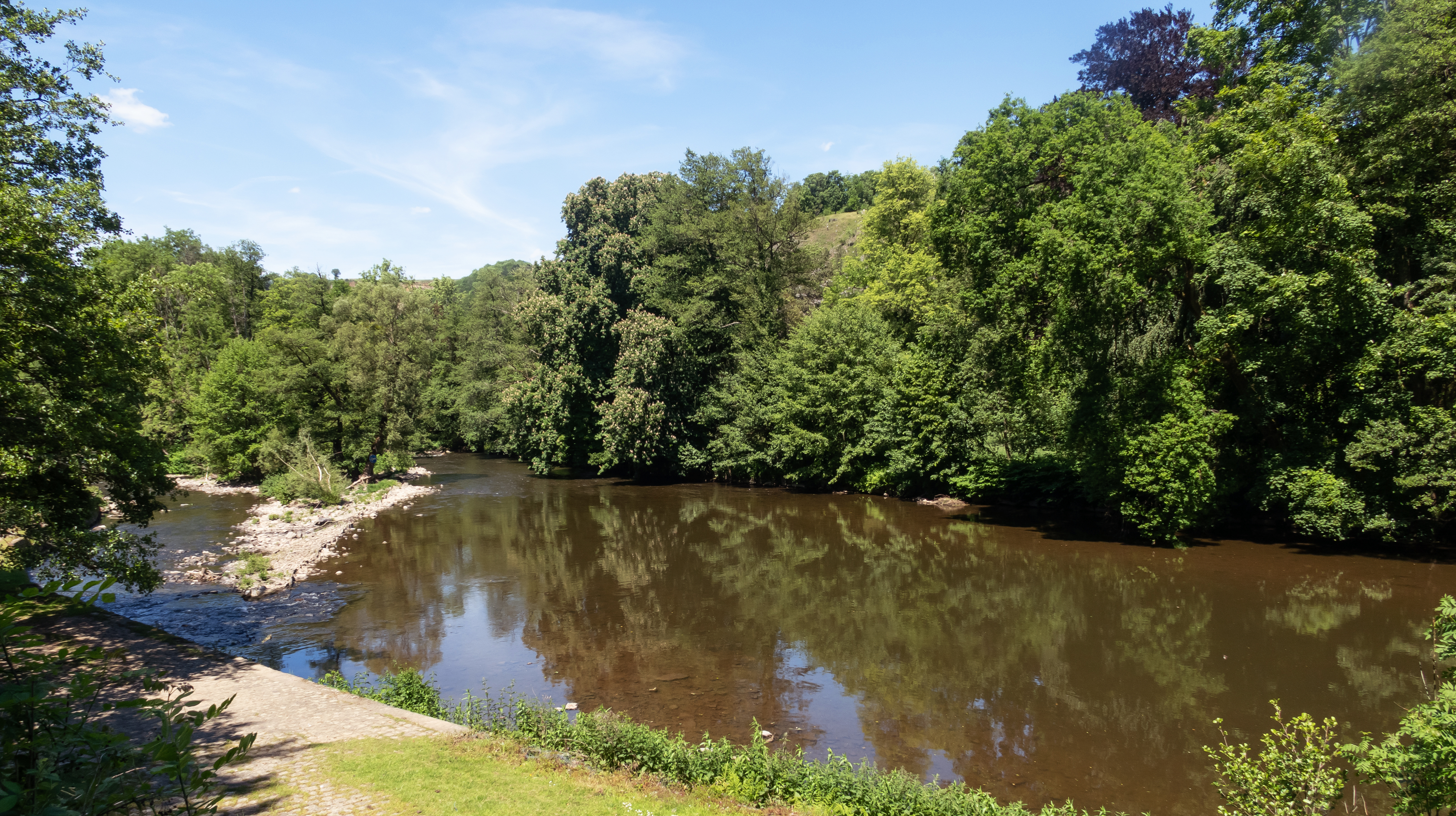
Martinrive, vista del Amblève

## Demografía

### Evolución
Todos los datos históricos relativos al actual municipio, el siguiente gráfico refleja su evolución demográfica, incluyendo municipios después de efectuada la fusión el 1 de enero de 1977.
| Gráfica de evolución demográfica de Aywaille entre 1846 y 2019 |
|                                                                |